# Pjetër Arbnori
Pjetër Arbnori (eigentlich Filip Toma; * 18. Januar 1935 in Shkodra; † 8. Juli 2006 in Neapel) war ein albanischer Schriftsteller und Politiker. Über 28 Jahre verbrachte Arbnori als Regimegegner in den Gefängnissen des sozialistischen Albaniens. Er war 1989/90 einer der Führer der Demokratiebewegung, die das Ende der sozialistischen Herrschaft herbeiführte.

## Leben
1953 begann Pjetër Arbnori als Lehrer zu arbeiten, aber schon 1954 wurde er aus politischen Gründen wieder entlassen. Danach war er einige Jahre als Landarbeiter tätig. Später durfte er ein Fernstudium an der Philologischen Fakultät der Universität Tirana aufnehmen, das er 1960 als Literaturwissenschaftler abschloss.
Im selben Jahr geriet Pjetër Arbnori ins Visier der Geheimpolizei Sigurimi. Wegen des Versuchs, eine sozialdemokratische Gruppe zu gründen, wurde er 1961 zum Tod verurteilt. Das Urteil wurde aber in eine langjährige Haftstrafe abgemildert. Arbnori verbrachte 28 Jahre in der Haftanstalt Burrel. Dort entstand ein Teil seines literarischen Werks, das er unter schwierigsten Bedingungen mit versteckten Bleistiftstummeln auf Rändern von Zeitungsseiten schrieb. Manche dieser Manuskripte konnten bei Besuchen von Angehörigen aus dem Gefängnis geschmuggelt werden, andere wurden von den Wachen entdeckt und verbrannt.
Im August 1989 kam Arbnori frei. Ab Januar 1990 beteiligte er sich in seiner Geburtsstadt Shkodra am Aufstand gegen die sozialistische Diktatur. Im selben Jahr war er Mitbegründer der Demokratischen Partei Albaniens. Von 1991 bis 2001 gehörte er dem Albanischen Parlament an; 1992–1997 war er Parlamentspräsident und damit einer der wenigen politisch Verfolgten Albaniens, die nach der Wende ein hohes Amt erhielten.
Pjetër Arbnori starb an einem Herzleiden, als er sich deswegen in Italien behandeln ließ. Er war verheiratet und hatte zwei Kinder.

## Ehrung
In der albanischen Hauptstadt Tirana wurde ein internationales Kulturzentrum nach Pjetër Arbnori benannt.

## Werke
- Nga jeta në burgjet komuniste. (Aus dem Leben in den kommunistischen Gefängnissen, Erlebnisbericht, auch auf Deutsch erschienen 1992)
- Kur dynden vikingët. (Novelle, 1992)
- Mugujt e mesjetës. (Roman, 1993)
- Bukuroshja me hijen. (Novelle, 1994)
- Lettre de prison. (1995)
- E bardha dhe e zeza. (Roman, 1995)
- E panjohura – Vdekja e Gebelsit. (Novelle, 1996)
- Shtëpia e mbetur përgjysmë. (Roman, gedruckt 1997, geschrieben während zehn Jahren im Gefängnis und Grund für eine zusätzliche Verurteilung zu zehn Jahren Gefängnis)[1]
- Vorbulla. (Roman, 1997)
- Ich habe überlebt und ich habe geschrieben. In: Werner Daum (Herausgeber): Albanien – zwischen Kreuz und Halbmond. Pinguin Verlag, Innsbruck 1998, ISBN 3-7016-2461-5.
- Brajtoni, një vetëtimë e largët. (Roman, 2000)
- Martirët e rinj në Shqipëri. 10300 ditë e net në burgjet komuniste. (2004)